# Turismo na Eritreia

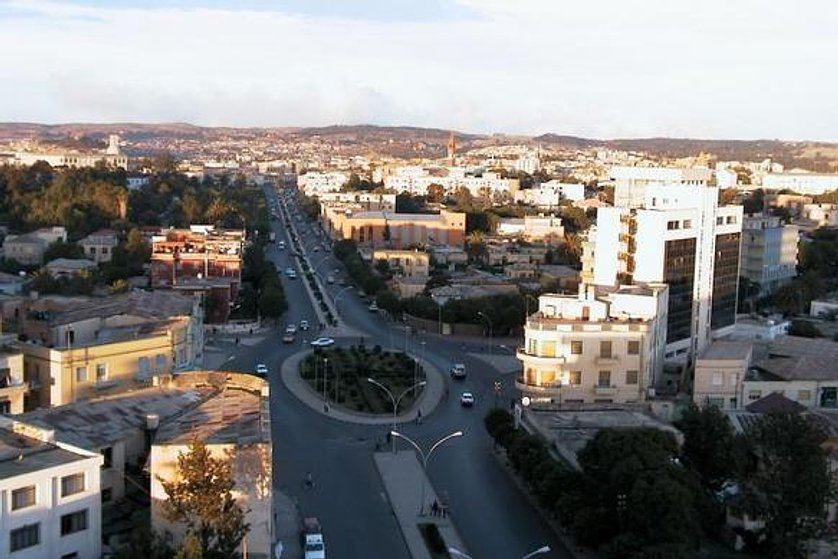
Panorama de Asmara, capital e maior destino turístico da Eritreia.

O desenvolvimento da indústria turística da Eritreia foi dissuadido pela pobreza do país, a presença de um grande número de minas terrestres, e as tensões contínuas entre a Eritreia e os países vizinhos. De acordo com a Organização Mundial de Turismo, as receitas internacionais do turismo em 2002 no país foram de apenas US$ 73 milhões (comparada a US$ 730 milhões da Tanzânia).